# Herry
Herry é uma comuna francesa na região administrativa do Centro, no departamento Cher. Estende-se por uma área de 49,55 km². Em 2010 a comuna tinha 1 001 habitantes (densidade: 20,2 hab./km²).